# Teddy the Rough Rider
Teddy the Rough Rider ist ein US-amerikanischer Kurzfilm aus dem Jahr 1940.

## Handlung
Der Film beschreibt die politische Karriere von Theodore Roosevelt, beginnend mit seinem Amt als Polizeichef von New York, das er 1895 antrat. 1897 wurde er stellvertretender Marineminister unter Präsident William McKinley.
Als der Spanisch-Amerikanische Krieg 1898 ausbrach, legte Roosevelt sein Ministeramt nieder und führte eine Kavallerieeinheit an, die sogenannten Rough Riders. Besonderes Augenmerk legt der Film auf die Schlacht von San Juan Hill am 1. Juli 1898. Die Schlacht, die von den Amerikanern gewonnen wurde, begründete Roosevelts Ruf als Kriegsheld.
1900 wurde Roosevelt Vizepräsident der USA. Als William McKinley am 14. September 1901 an den Verletzungen, die ihm bei einem Attentat beigebracht wurden, erlag, übernahm er das Präsidentenamt.

## Auszeichnungen
1941 wurde der Film in der Kategorie Bester Kurzfilm (Two-Reel) mit dem Oscar ausgezeichnet.

## Hintergrund
Die Premiere hatte die Produktion der Warner Bros. am 24. Februar 1940.
Sidney Blackmer stellte den Präsidenten in seiner Karriere sieben Mal dar, u. a. in William A. Seiters Unter vier Augen (This Is My Affair, 1937), in Albert S. Rogells Western Die Hölle von Oklahoma (In Old Oklahoma, 1943) und in William A. Wellmans Biografie Buffalo Bill, der weiße Indianer (Buffalo Bill, 1944).